# کلیسای پولس
کلیسای پولس، نام یک کلیسا است که در شهر تهران و در خیابان حافظ واقع شده است.